# Halfdan Cleve
Halfdan Cleve, född 5 oktober 1879, död 6 april 1951, var en norsk tonsättare och pianist.
Cleve var elev bland annat till bröderna Philip och Xaver Scharwenka var en betydande pianovirtuos och stod med sina gedigna, ofta brett anlagda kompositioner (bland annat 5 pianokonserter) i främsta rummet bland det tidiga 1900-talets norska tonsättare.